# Andrea Soto Morfín
Andrea Soto Morfín (Guadalajara, Jalisco, México, 1987) es una arquitecta mexicana cofundadora del estudio Atelier ARS y activista por la movilidad urbana, ganadora de la beca CEMEX Arquitecto Marcelo Zambrano en 2015 para estudiar la mestría en arquitectura de paisaje en la Universidad de Harvard, de la que se graduó con honores en 2017.

## Datos biográficos
Estudió arquitectura en el Instituto Tecnológico y de Estudios Superiores de Occidente (ITESO), institución en la que durante su etapa de estudiante participó en diversas organizaciones enfocadas en temas de participación ciudadana, movilidad y urbanismo. Tiene además estudios en la Universidad de San Francisco y una maestría en arquitectura del paisaje en la Universidad de Harvard.
Desde el año 2010 formó parte del equipo ATELIER ARSº como arquitecta asociada. 
Ha trabajado en temas de participación urbana, como en Ciudad para Todos, donde desarrolló actividades recreativas y educativas para la sensibilización social con temas de espacio público, movilidad urbana y participación ciudadana, mientras que a través de CITA desarrolló instalaciones urbanas con sentido crítico sobre el uso del espacio público, y en el año 2009 formó parte del equipo de AU Arquitectura Urbana que desarrolló la Fase I del Plan de Movilidad No Motorizada para el Área Metropolitana de Guadalajara, que propone una red de ciclovías, distritos peatonales y espacios públicos para la ciudad. Ha trabajado para el proyecto denominado Espacios Públicos para una Ciudad Accesible Fase 5 para el ayuntamiento de Guadalajara. Formó parte del equipo inicial de organización del Centro para la Cultura Arquitectónica y Urbana (CCAU).
Ha participado como ponente en varias ocasiones; por ejemplo, con la conferencia "Ciudad Urgente, Ciudad Alterna, Ciudad Posible", impartida el 24 de octubre de 2019 durante la XX Bienal de Arquitectura de Nuevo León, en el I festival de Arquitectura del Colegio de Arquitectos.
Desde el 2020, su trabajo se centra en investigar y proponer nuevas relaciones entre las disciplinas del paisaje y la arquitectura.

## Distinciones
- Premio Estatal de vivienda IPROVIPE a Atelier ARS por el proyecto casa con 7 patios, 2011.
- Premio Emerging Voices a Atelier ARS otorgado por la Architectural League de Nueva York, 2015.[8]
- Reconocimiento de la American Society of Landscape Architects (ASLA) por excelencia Académica, 2017.[7]

## Obras
- Casa con Impluvium: Estudio Atelier ARS. Ubicada en Puerto Vallarta, México. Tiene una superficie de 360 m² y fue construida en 2009.[9]
- Casa con 7 patios: Estudio Atelier ARS. Ubicada en Zapopan, Jalisco. Tiene una superficie de 583 m² y fue construida en 2011.[10]
- Casa Estudio en el mar Chapálico: Estudio Atelier ARS. Ubicada en Ajijic, Jalisco. Tiene 534 m² y fue construida en 2013.[11]